# Тэмпё-кампо
Тэмпё-кампо (яп. 天平感宝 тэмпё: кампо:, мир Поднебесной — благодарность за сокровище) — девиз правления (нэнго) японского императора Сёму с мая по август 749 года .

## Продолжительность
Начало и конец эры:
- 14-й день 4-й луны 21-го года Тэмпё (по юлианскому календарю — 4 мая 749 года); новый девиз правления был принят после поставки золота из провинции Муцу (регион Тохоку);
- 2-й день 7-й луны 1-го года Тэмпё-кампо (по юлианскому календарю — 19 августа 749 года).

## События
- 749 год (2-й день 7-й луны 1-го года Тэмпё-кампо) — император Сёму отрекся от престола в пользу своей дочери, которая вскоре после этого взошла на престол по именем императрицы Кокэн[4].

## Сравнительная таблица
Ниже представлена таблица соответствия японского традиционного и европейского летосчисления. В скобках к номеру года японской эры указано название соответствующего года из 60-летнего цикла китайской системы гань-чжи. Японские месяцы традиционно названы лунами.
| 1-й год Тэмпё-кампо (Земляной Бык) | 1-я луна      | 2-я луна*  | 3-я луна* | 4-я луна  | 5-я луна | 5-я луна* (високосная) | 6-я луна | 7-я луна*  | 8-я луна    | 9-я луна   | 10-я луна* | 11-я луна  | 12-я луна*    |
| ---------------------------------- | ------------- | ---------- | --------- | --------- | -------- | ---------------------- | -------- | ---------- | ----------- | ---------- | ---------- | ---------- | ------------- |
| Юлианский календарь                | 23 января 749 | 22 февраля | 23 марта  | 21 апреля | 21 мая   | 20 июня                | 19 июля  | 18 августа | 16 сентября | 16 октября | 15 ноября  | 14 декабря | 13 января 750 |

* звёздочкой отмечены короткие месяцы (луны) продолжительностью 29 дней. Остальные месяцы длятся 30 дней.